# كزير
 كزیر  بالفارسية (روستاى گِزیر) قرية كبيرة تتبع البلدة المركزية (بالفارسية: بخش مرکزی شهرستان بندر لنگه) من توابع مدينة لنجة وتقع في محافظة هرمزگان في جنوب إيران. تقع القرية على بعد 20 كيلومتراً من مدينة كنك.

## حدود قرية كزیر
حدود قرية كزیر: من الشمال: قرية انجيره، ومن الجنوب مدينة كنك، ومن الغرب قرية باورد، ومن الشرق تنتهي بقرية بركة سفلين في أقصى الشرق.

## السكان
يبلغ عدد سكان القرية حسب تعداد السكان لعام 2006 للميلاد، (4000) نسمه تشكل (208 عائلة)، من أهل السنة والجماعة وعلى المذهب الشافعي. ويتكلمون الفارسية باللهحة المحلية، لهم عدة مساجد، ومدارس، وعيادة صحية صغيرة، وعدد كبير من البرك لحفظ مياه الأمطار، يمتهن السكان بالزراعة، وتربية المواشي والأغنام.